# Hajdúbagosi földikutya-rezervátum természetvédelmi terület
A 265 hektárnyi területen elterülő földikutya rezervátum Hajdúbagos határában található. Ez a kipusztulás veszélye miatt 1976 óta fokozottan védetté nyilvánított földalatti életet élő, vakondhoz hasonló kis rőtbundás állat, a földikutya élőhelye. Azóta kiderült, hogy a területen a nyugati földikutya fajcsoport erdélyi földikutya faja él.

## Fekvése
Hajdúbagostól északra, a Nagynyomás nevű legelőn található.

## Jellege
A terület jellege: ősgyep.

## A legelő növény- és állatvilága

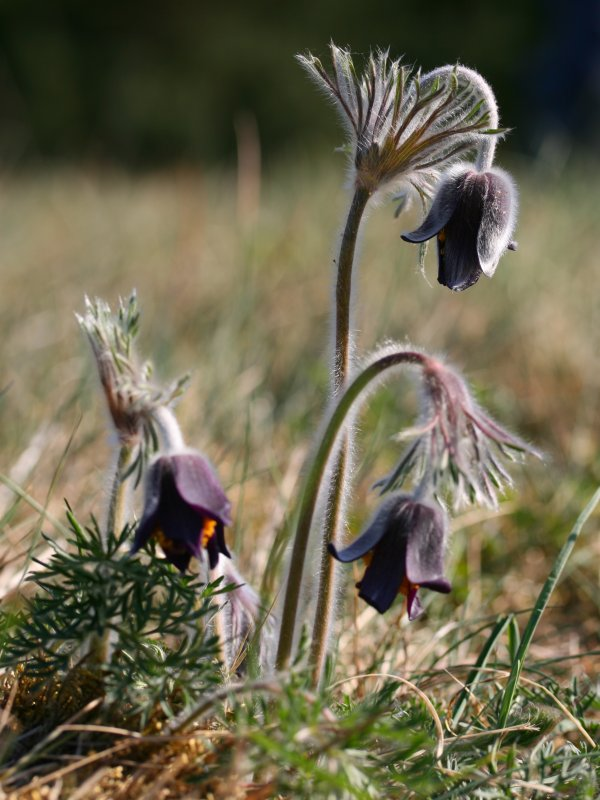
Magyar kökörcsin (Pulsatilla patensis)

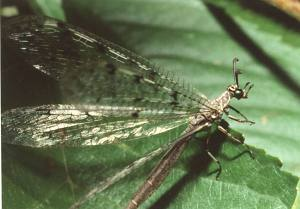
Hangyaleső (Myrmeleon formicarius)

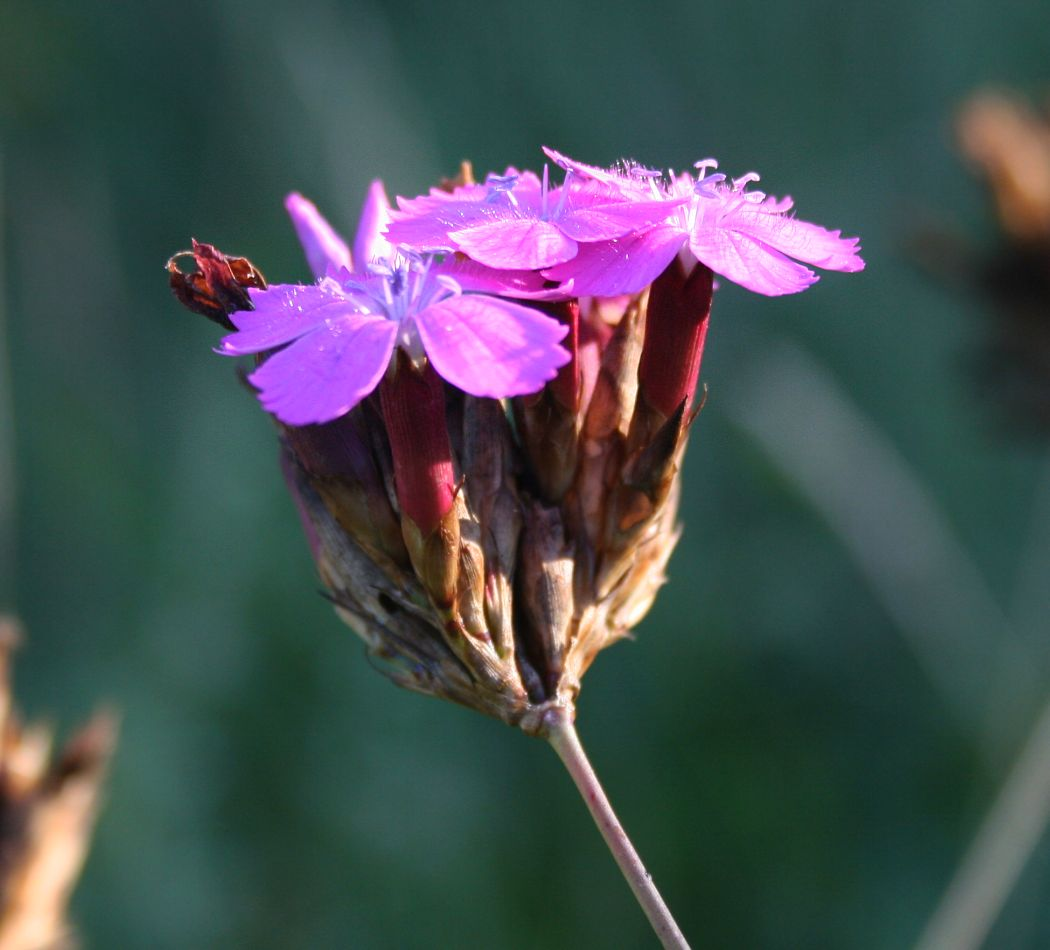
Magyar szegfű (Dianthus pontederae)

Ez a Magyarországon megmaradt erdélyi földikutya populáció egyik legnagyobb hazai élőhelye. Az erdélyi földikutya földikutya teljes világállománya eléri a 10 000 egyedet, a romániai állományt a kutatók közel 9 000 egyedre becsülik, a többi Magyarországon él. Ebben a rezervátumban kb. 190 példány élhet.

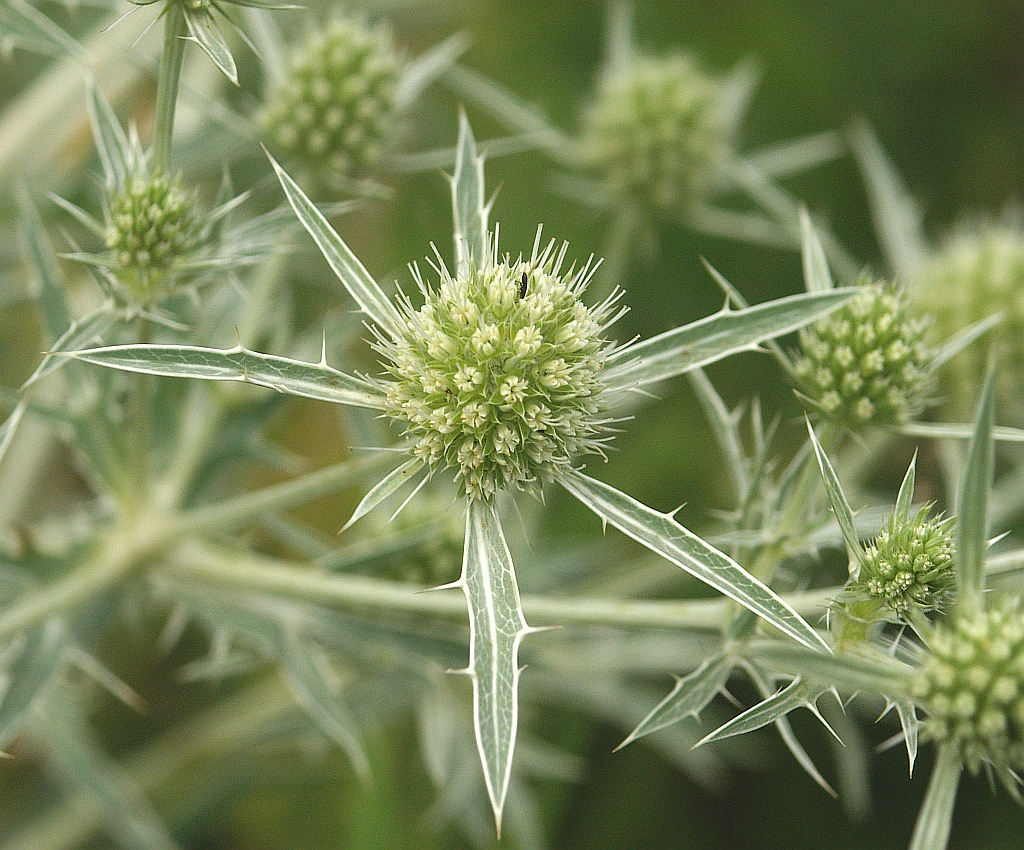
Mezei iringó

Mivel a természetes élőhelyei az ősgyepek területei a mezőgazdasági termelés terjeszkedésével nagyon visszaszorultak, ezért fokozott védelemre szorul.
A Nagynyomás nevű füves legelő mélyebb részeit még az 1980-as években is víz borította, azonban az utóbbi szárazabb évek miatt a vizes részek visszahúzódtak, ami a földikutya terjeszkedését is elősegíti.
A még víz borította nedvesebb részek máig a vonuló madarak pihenőhelyei.
A legelőn a földikutyán kívül több ritka növény és állatfaj is menedéket talált.
Itt virít a magyar kökörcsin, magyar szegfű, a homoki nőszirom. Az ernyős sárma hagymája pedig a földikutya egyik kedvenc csemegéje.
Az akácos szegélyezte ősgyepben  több gyíkféle mint a homoki gyík, vagy a fürge gyík, az imádkozó sáska és a hangyaleső él.
A terület különösen gazdag növény- és állatvilágát jellemzi, hogy 90 gerinces állatfajt és 136 növényfajt számoltak össze itt.

## A földikutya leírása

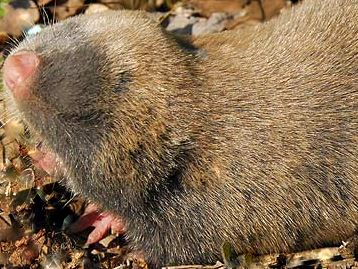
Földikutya (Spalax leucodon)

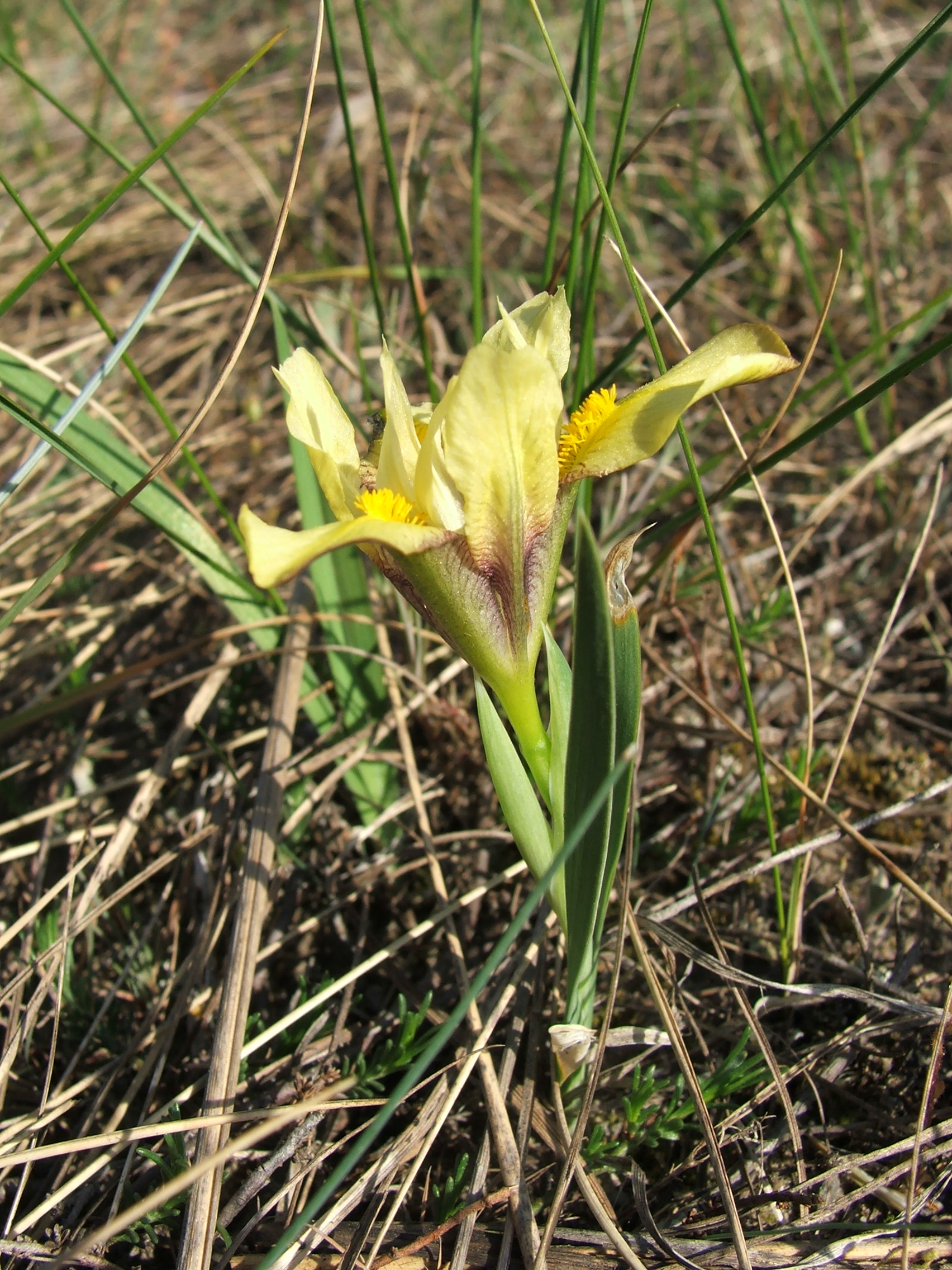
Homoki nőszirom

A földikutya (Nannospalax leucodon) alig 20 cm hosszúságú kis rőtbundás állat, hatalmas kiálló metszőfogakkal.
Hasonlóan a többi föld alatt élő állathoz vak, a szeme helyén, a szemgödör fölött folyamatos szőrrel fedett bőr borítja. Tájékozódni a föld alatti üregekben szaglása és hőmérsékletet érzékelő sörtéi segítségével tud. Fülkagylója nincs. Az állatka súlya alig negyed kg.

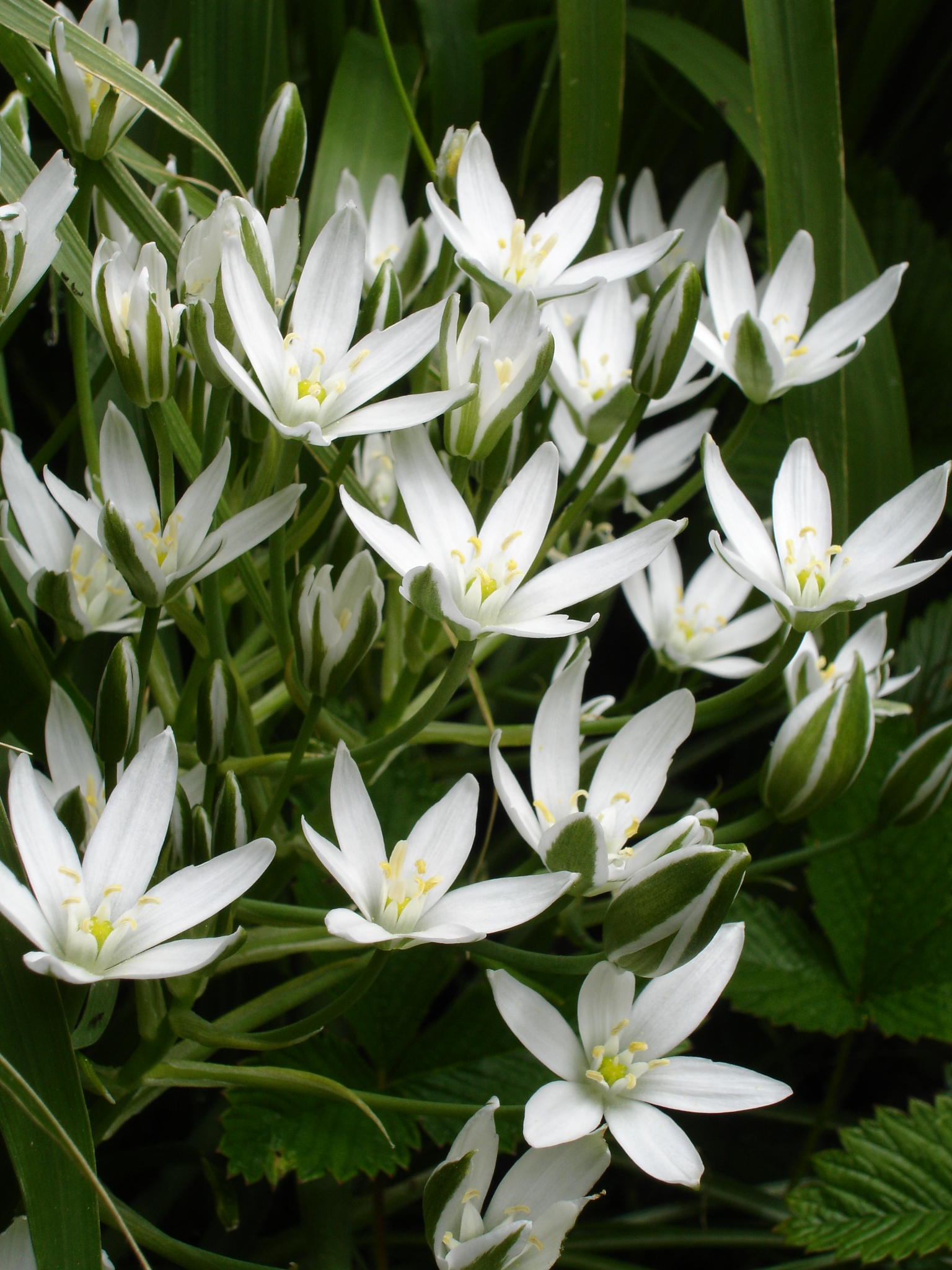
Ernyős sárma

Tápláléka növényi eredetű. Gyökerekkel, gumókkal táplálkozik. A táplálkozási szokásainak vizsgálata során a kutatók néhány földalatti járatrendszerét kiásták; az egyik ilyen járat 3 gyermekfej nagyságú élelmiszer raktár üregből állt. Az egyik üregben fűféléket találtak felhalmozva, a másik két melléküreg pedig 6-8 cm-esre felszabdalt mezei iringó gyökérrel és ernyős sárma hagymájával volt tele.
Túrásai a vakondénál jóval nagyobbak, és durvább szemcséjűek. Járatait úgy építi, hogy a talajt a fejével tolja maga előtt. A föld felszínére kinyomott földhurkák vastagságából pedig arra lehet következtetni, hogy milyen méretű az állat, és arra, hogy a lakó, vagy táplálkozó kamrájából való-e a kitolt földkupac. A táplálkozó kamrája ugyanis a gyökérszinten húzódik, 25-30 cm mélységben, ennek a földje sötétebb színű, míg a lakókamrája körülbelül egy méter mélységben húzódik, és az innen kitúrt föld színe is világosabb.
Az alsó lakóüregrendszer helyenként kiöblösödik, a legalsó üreg a pihenőhelye, mellette található a nőstény egyednél a kölyöknevelő fészek, és a táplálkozási raktárak.